# 公共放送

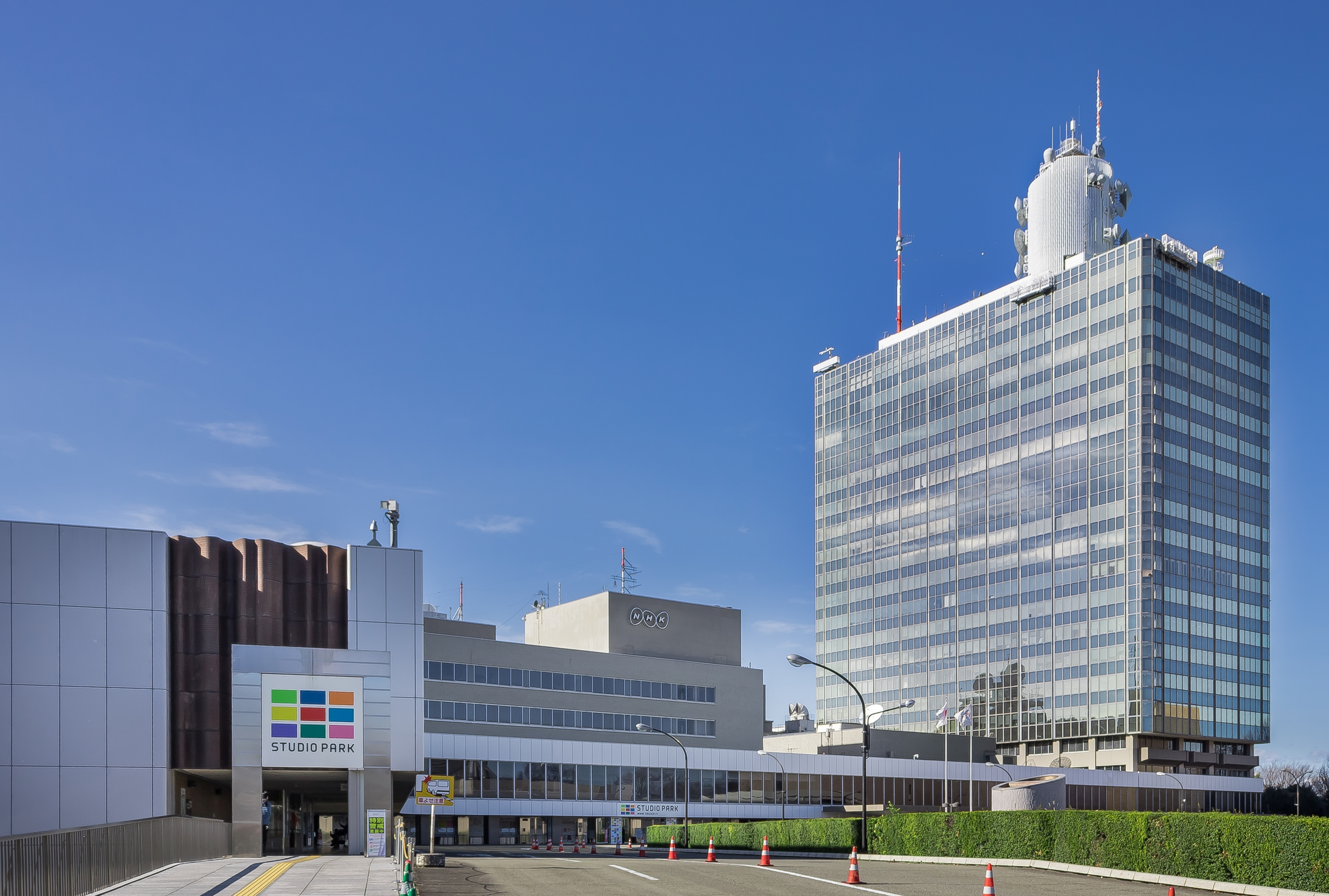
日本で該当するものの一つ、日本放送協会(NHK)。（NHK放送センター）

公共放送（こうきょうほうそう、英: Public broadcasting）は、公共企業体や公的機関により行われる放送。また、この放送を運営する事業体。受信料を主たる財源とする非営利事業である場合が多い。国営放送、民間放送の対義語である。

## 概説
電波は国民共有の財産であることから、民間放送も公共性が高いとも考えられるが、事業存続のために営利を目的としていることから、民間放送は「商業放送」と呼んで区別される。また、公共放送は基本的に営利を目的としないことから、広告（テレビコマーシャル）を放送しない、あるいは広告による収入割合や広告の挿入・表示方法などに、商業放送以上の制限がかけられる場合が多くある。
放送の財源は、テレビ受像機所有者から徴収した受信料、TVライセンス料などである。国家によっては、政府や地方自治体からの補助金や交付金があったり、企業・団体・個人の寄付金で賄われていたりすることもある。
日本では特殊法人である日本放送協会（NHK）と特別な学校法人である放送大学学園（放送大学）が該当する。ただし実際には、NHK放送文化研究所でさえも明確に定義し切れていない。
総務省情報流通行政局は、基幹放送普及計画や基幹放送用周波数使用計画などの告示、情報通信白書や「ケーブルテレビの現状」などの文書などの所管事項において、基幹放送事業者と登録一般放送事業者はNHK、放送大学学園、その他の三種類に大別されるものとし、その他を民間事業者と規定している。届出一般放送事業者については『民間事業者』を規定していないものの、敷衍して考えれば、NHKと放送大学学園を公共放送事業者と暗に規定していることとなる。

## 公共放送「3つの柱」
- 誰でも好きな番組を自由にみることができること（視聴者に番組をみる自由を提供）
- 文化の担い手であって、そこに住む人々の心の絆を強めること
- 視聴者との対話を進め、人々に指針を提供することにより、社会の重要な構成要素となること

（ヨーロッパメディア研究所より）

## 各国の主な公共放送

### 受信料のみで賄われているもの
- TV 2
- SVT
- NRK
- YLE - 財源は受信料と一定規模の年収のある商業放送企業者によって支払われる事業運営許可料。政府所有の株式会社となっており、国会が選出した委員の運営委員会によって監督されている。

### 受信料+政府負担で賄われているもの
- 日本放送協会（NHK）
- 英国放送協会（BBC）

### 受信料+広告料で賄われているもの
- 韓国放送公社（KBS）
- 韓国教育放送公社（EBS）
- ARD
- ZDF
- フランス・テレビジョン - 株式会社が公共放送を担っている。政府が全額出資者であり、運営・財政面等で政府からの強い統制を受ける。テレビ所有者から「テレビ受信機使用権料」という名目で受信料を徴収している。2005年からは住民税に受信料を上乗せする形で徴収する形態に変わった。
- RAI - テレビ・ラジオの所有により受信料が課せられるが、日本と同様に罰則もなければ遅延利息もないのが特徴である。
- RTE
- RUV
- SLRC
- ITN

### 交付金+広告料で賄われているもの
- 特別放送サービス（SBS） - 多言語放送。
- RTVE
- SEPI
- TVNZ - かつては受信料により運営していたが、財政状況悪化により1987年以降は商業放送形態のTVNZ（Television NewZealand）となった。TVNZは公共放送時代のニュージーランド放送協会のテレビ部門を引き継ぎ、1988年、政府の規制緩和政策により株式会社組織となる。株式は100%政府所有。ニュース、ドキュメンタリー、ドラマなどの総合編成。地上波のTV One、TV2ともに広告を入れて放送している。
- 文化放送（MBC） - かつては民間放送であったが、言論統廃合以降はKBS（韓国放送公社）が70%を出資するようになったため、公企業（株式会社 文化放送）としての公営放送となっており、系列放送局も大半のMBC製作番組をネットする地域民放からMBC本体の連結子会社に変更されているため、最低51%以上をMBC本体が出費している。その後はMBCの母体となる放送文化振興会が大韓民国政府全額出費の公共団体として設立されてからは、KBSの持ち分を放送文化振興会が全て引き継ぎ、現在までに至っている。
- 台湾公共放送グループ（TBS） - 1998年7月1日に政府からの交付金により運営するPTS（公共テレビ）が設立された。運営は国家通信放送委員会の監督を受ける。2006年7月1日にCTS（華視）（政府が出資する商業放送）と合併、TBS（Taiwan Broadcasting System 中国語名：台湾公共広播電視集団）という新しい公共放送機関となった。現在は、他に方言テレビ局（客家テレビ：Hakka TV）なども傘下となっている。
- RTBF - かつては受信料制度を導入していたが、極度の赤字を抱えたため、政府がほぼ100%株主の商業放送形態となっているところが多い。

### 広告料のみで賄われているもの
- チャンネル4 - 広告収入をITVと分け合う時期もあった。

### 交付金や寄付金などで賄われているもの
- 公共放送サービス（PBS）
- アメリカ公共放送社（CPB）
- NPR
- オーストラリア放送協会（ABC） - 連邦政府交付金で運営されている。
- カナダ放送協会（CBC） - 増大していたアメリカのラジオ放送の影響を懸念する動きから、カナダ政府が1936年に設立した。
- TVRI - 国内にある5つの民放局が広告収入の12.5%をTVRIに納めることにより賄われている。5つの民放局はTVRIが放送する国家行事、定期ニュースを中継する義務を負う。
- タイ公共放送（ThaiPBS）[5] - 東南アジア初の公共放送局。現局名としては2008年より放送開始している。1996年7月に放送開始した民間局ITVがその前身であるが、経営者交代を経て2007年にTITVとなり、さらに翌年1月「公共放送機構法」発効とともに現在の局名へ変更された。運営資金は酒税・たばこ税の一部で賄われている。

### その他
- 放送大学学園 - 授業料と日本国政府からの補助金（運営費用の過半数）で賄われている。運営費用の過半数が政府から拠出されているため、放送大学は国営放送と捉えられることもある。なお、旧法人は、日本国政府が全額出資する特殊法人だったため、事実上は国営放送であった。
- チャンネル1